# Taj Mahal (muzyk)
Taj Mahal, właśc. Henry Saint Clair Fredericks (ur. 17 maja 1942 w Nowym Jorku) – amerykański muzyk bluesowy.

## Życiorys
Urodzony w Harlemie w Nowym Jorku, ale został wychowany w Springfield w Massachusetts. Jego ojciec był jazzowym pianistą, kompozytorem, aranżerem, pochodzącym z Jamajki, podczas gdy jego matka była nauczycielką, śpiewała gospel. Pochodziła z Karoliny Północnej. Jego dziadek poślubił kobietę z Saint Kitts.
We wczesnych latach 60. studiował rolnictwo na University of Massachusetts Amherst, ukończył je w 1964 roku. (Ta sama uczelnia przyznała mu w 2006 roku honorowy tytuł Doctor of Fine Arts). Tam utworzył Taj Mahal & Elektras. Nazwa Taj Mahal została zainspirowana snem.
Po studiach przeniósł się do Los Angeles i razem z Ryem Cooderem w 1964 roku założył grupę Rising Sons. Zespół podpisał kontrakt z Columbia Records i wydał singel oraz nagrał album, który nie został wydany przez Columbię do roku 1992. Taj, sfrustrowany mieszanymi uczuciami co do jego muzyki odszedł z zespołu i rozpoczął karierę solową. Wciąż z Columbia Records wydał w 1968 roku album o własnym imieniu, a bazując na jego sukcesie wydał drugi Natch'l Blues tego samego roku. Zestaw dwóch utworów Giant Step, wydany w 1969 roku zaowocował silną pozycją Taja jako amerykańskiego artysty bluesowego, a tytułowy utwór stał się kultowy i jest wciąż popularny pośród obecnych słuchaczy. Jednak najbardziej pamiętny był występ Coodera i Taja podczas The Rolling Stones Rock and Roll Circus.
Jego muzyka ma różne źródła: blues, cajun, gospel, bluegrass, hawajskie, afrykańskie i karaibskie muzyczne tradycje. Trzyma się korzeni oraz dodaje trochę własnego uczucia. Gra na wielu instrumentach muzycznych.
Otrzymał dwie nagrody Grammy w kategorii Best Contemporary Blues Album, pierwszą w roku 1997 za Señor Blues, a drugą w roku 2000 za Shoutin' In Key.
Wykonywał ścieżki dźwiękowe dla wielu filmów, m.in.: Sounder i Blues Brothers 2000, w którym się również pojawił.
W 2006 roku zagrał gościnnie na elektrycznej gitarze z Ladysmith Black Mambazo podczas nagrywania albumu Long Walk to Freedom
W 2013 roku wspierał wokalnie Hugh Lauriego na płycie Didn’t It Rain, w piosence „Vicksburg Blues”.
W lipcu 2006 roku wystąpił na Festiwalu im. Ryśka Riedla w Tychach.
Wziął udział w Experience Hendrix Tribute Tour, tournée poświęconemu Jimiemu Hendrixowi.

## Dyskografia
- Taj Mahal (1968)
- The Natch’l Blues (1968)
- Giant Step/De Ole Folks At Home (1969)
- The Real Thing (1971)
- Happy Just To Be Like I Am (1971)
- Recycling The Blues & Other Related Stuff (1972)
- Oooh So Good 'n Blues (1973)
- Mo’ Roots (1974)
- Brothers (1974)
- Music Fa’ Ya (Musica Para Ti) (1976)
- Evolution (The Latest) (1977)
- Take A Giant Step (1983)
- Dancing The Blues (1994)
- Phantom Blues (1996)
- Señor Blues (1997)
- Shoutin’ In Key (2000)
- Hanapepe Dream (2003)
- Martin Scorsese Presents The Blues – Taj Mahal (2003)
- Blues with Feeling (2003)
- Etta Baker & Taj Mahal (Music Maker 50) (2004)
- Mkutano Meets The Culture Musical Club Of Zanzibar (2005)
- Maestro (2008)
- American Horizon (2009)